# Diego Rodolfo Placente
Diego Placente (Buenos Aires, 24 d'abril de 1974) és un futbolista argentí, que ocupa la posició de defensa.
Comença a destacar a l'Argentinos Juniors. El 1997 fitxa per River Plate, sent un dels jugadors més rellevants del quadre capitalí durant quatre anys. Per la temporada 01/02 dona el salt a Europa i recala a la Bundesliga, a l'equip del Bayer Leverkusen. Eixe any, el 2002, el Bayer Leverkusen va ser subcampió de la Copa i de la Champions League, així com el segon de la lliga d'Alemanya. El 2005 tria l'oferta del Celta de Vigo, en perjudici d'una altra de l'Everton, i marxa a la competició espanyola. Quan al final de la temporada 06/07 els gallecs perden la categoria, el defensa hi retorna al seu país, tot i que pocs mesos després retorna al continent europeu, ara al Girondins de Bordeus de la Ligue 1 francesa. Amb el Girondins s'imposa a la Copa de la Lliga del 2009.

## Internacional
Placente va jugar 22 partits internacionals amb la selecció argentina. Va participar en el Mundial del 2002, a la Copa Amèrica del 2004 i a la Copa Confederacions del 2005. Amb la selecció argentina juvenil va guanyar el Mundial de la categoria el 1997.